# Цітуша Стара
Цітуша Стара ( Ciotusza Stara) — село в Польщі, у гміні Сусець Томашівського повіту Люблінського воєводства. Розташоване на Закерзонні (в історичному Надсянні). Населення — 295 осіб (2011).

## Історія
1620 року вперше згадується церква східного обряду в Цітуші.
За даними етнографічної експедиції 1869—1870 років під керівництвом Павла Чубинського, у селі переважно проживали римо-католики, меншою мірою — греко-католики, які розмовляли українською мовою.
У 1975—1998 роках село належало до Замойського воєводства.

## Населення
Демографічна структура станом на 31 березня 2011 року:
|          | Загалом | Допрацездатний вік | Працездатний вік | Постпрацездатний вік |
| -------- | ------- | ------------------ | ---------------- | -------------------- |
| Чоловіки | 160     | 36                 | 108              | 16                   |
| Жінки    | 135     | 27                 | 76               | 32                   |
| Разом    | 295     | 63                 | 184              | 48                   |